# Diurtiulí
Diurtiulí (en ruso: Дюртюли) es una ciudad de la república de Baskortostán, Rusia, ubicada a 126 km al noroeste de Ufá —la capital de la república—, a la orilla del río Bélaya, un afluente del Kama que, a su vez, es afluente del Volga. Su población en el año 2010 era de 31 300 habitantes.

## Historia

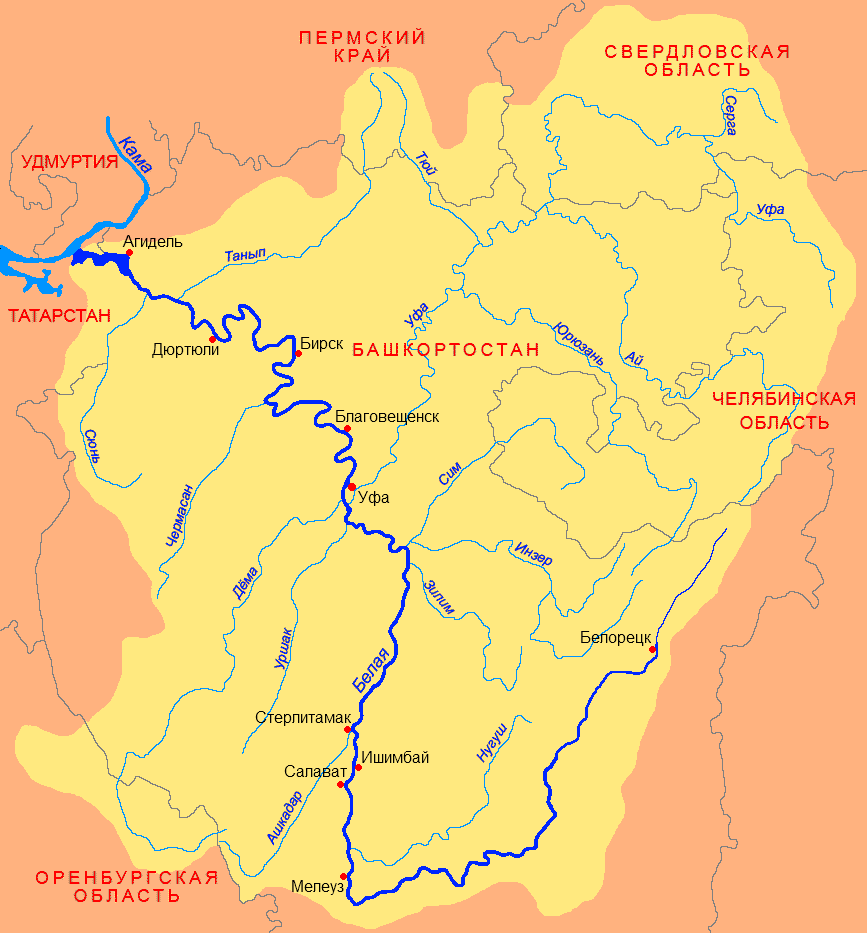
Mapa en ruso del río Bélaya (Бе́лая) —afluente del Kama— en el que aparece sobre su curso bajo Diurtiulí (Дюртюли)

Se le conoce desde 1795. Obtuvo el estatus de asentamiento urbanístico en 1964 y el de ciudad en 1989.